# Cory Gibbs
Cory Gibbs (Fort Lauderdale, 14 gennaio 1980) è un ex calciatore statunitense, di ruolo difensore.